# Hipertermófilo
Son hipertermófilos aquellos organismos que habitan a altas temperaturas, que normalmente llegan al punto de ebullición. Por lo común crecen bien y se reproducen a temperaturas mayores a 70 °C, un calor letal para la mayoría de los seres vivos.
Los hipertermófilos son procariontes, como algunas bacterias, principalmente arqueas, en las que además imperan otras condiciones extremófilas, como ser hiperhalófilas e hiperacidófilas. 

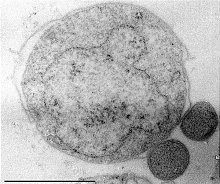
Arqueas waza, Ignicoccus parasitado por dos Nanoarchaeum a 90 °C en una fuente hidrotermal de Islandia.

Muchos de ellos viven lugares en el entorno de fumarolas volcánicas oceánicas a más de 2000 m de profundidad, donde la gran presión del mar eleva el punto de ebullición por encima de los 100 °C. El récord es de la cepa arqueana 121, que sobrevivió a 130 °C. Se cree que no pueden existir microbios a más de 150 °C, ya que a esa temperatura el ADN pierde la cohesión.

## Historia
Thomas D. Brock descubrió los hipertermófilos en aguas termales en el Parque nacional de Yellowstone (Wyoming), en 1967. Afirmó que "Las bacterias son capaces de crecer ... a cualquier temperatura en la que exista agua líquida, incluso en estanques que estén por encima del punto de ebullición". Desde entonces se han descubierto más de 70 especies.
Se cree que, debido a las condiciones termorreductoras de las fuentes hidrotermales, como en la teoría del mundo de hierro-azufre, postulada en 1988, los primeros organismos que existieron en la Tierra habrían sido hipertermófilos.

## Algunos organismos hipertermófilos
Se consideran hipertérmofilos los que, para sobrevivir y reproducirse, necesitan al menos 60 °C. Algunos necesitan al menos 90 °C. Ejemplos:

### Arqueas
- Geogemma barossi, más conocida como Cepa 121. Vive en el Océano Pacífico. En 24 horas duplicó su población en una autoclave a 121 °C; de ahí su nombre.
- Methanopyrus kandleri. Prospera en el Golfo de California a 80 °C, con un récord de crecimiento a 122 °C.
- Pyrococcus furiosus. Vive en fumarolas cerca de Italia, a 100 °C.
- Pyrolobus fumarii. Habita en el Atlántico, entre los 90 y 113 °C.
- Archaeoglobus. Crece en fumarolas y yacimientos de petróleo, entre los 60 y 95 °C. La temperatura óptima es de 83 °C.
- Sulfolobus. Se desarrolla a 75-80 °C; es acidófilo.
- Nanoarchaeum equitans. Parasita a Ignicoccus hospitalis en fuentes hidrotermales a una temperatura óptima de 90 °C.

### Bacterias
- Aquifex. Viven en fumarolas terrestres de Sicilia e Islandia, a 85-95 °C.
- Thermotoga marítima. Con una temperatura óptima de 80 °C.
- Thermus aquaticus. Descubierta en Yellowstone en 1969. Promedia los 75 °C.